# Tolomeo Gallio
Tolomeo (Ptolémée) Gallio  (né le 25 septembre 1527 à Cernobbio, dans l'actuelle région Lombardie, Italie, alors dans le duché de Milan et mort le 3 février 1607  à Rome) est un cardinal italien du XVIe siècle et du début du XVIIe siècle.

## Biographie
Tolomeo Gallio étudie notamment à Côme et va à Rome. Il est en service du cardinal Antonio Trivulzio, secrétaire du cardinal Taddeo Gaddi et secrétaire privé du cardinal Giovanni Angelo de' Medici, le futur Pie IV. En 1560 il est nommé évêque de Martorano et en 1562 il est promu archevêque de Manfredonia.
Gallio est créé cardinal par le pape Pie IV lors du consistoire du 12 mars 1565. En 1572-1585 le cardinal Gallio est cardinal secrétaire d'État et en 1580-1582 camerlingue du Sacré Collège. Il est vice-doyen et à partir de 1603 doyen du Collège des cardinaux. La villa d'Este à Cernobbio est construite en 1568, sur les berges du lac de Côme, par la volonté du cardinal Tolomeo Gallio. 
Le cardinal Gallio participe aux conclaves de 1565-1566 (élection de Pie V), de 1572 (élection de Grégoire XIII), de 1585 (élection de Sixte V), aux deux conclaves de 1590 (élection d'Urbain VII et de Grégoire XIV), au conclave de 1591 (élection d'Innocent IX), à celui de 1592 (élection de Clément VIII) et aux deux conclaves de 1605 (élection de Léon XI et Paul V).